# John Donnelly Fage
John Donnelly Fage (* 3. Juni 1921 in Teddington, Middlesex, heute ein Teil des London Borough of Richmond upon Thames, England; † 6. August 2002 in Machynlleth, County Powys, Wales, Großbritannien) war ein britischer Historiker mit dem Schwerpunkt Geschichte Afrikas.

## Leben
Fage legte am Magdalene College der University of Cambridge sämtliche Examen ab und unterbreitete dort zur Promotion 1949 die Arbeit The Achievement of Self-Government in Southern Rhodesia 1898-1923. Danach ging er an die später University of Ghana genannte Einrichtung in Accra an der damaligen Goldküste. Diese war besonders mit der Universität London verbunden. Dort lehrte er zehn Jahre lang bis 1959 und befasste sich besonders mit dem Atlantischen Sklavenhandel.
Fage lehrte von 1959 bis 1963 an School of Oriental and African Studies in London. Von 1963 bis 1984 lehrte und forschte er an der University of Birmingham und richtete dort das Centre of West African Studies (CWAS) ein. In jahrelanger Zusammenarbeit mit Roland Anthony Oliver gab er bei der Cambridge University Press von 1975 bis 1986 die achtbändige Cambridge History of Africa heraus, nachdem bereits die bei Penguin Books 1962 erschienene Short History of Africa der beiden Forscher in mehreren Auflagen ein großer Erfolg gewesen war und in zwölf Sprachen aufgelegt wurde. Fage und Oliver gründeten zusammen die Fachzeitschrift The Journal of African History.

## Schriften
- Introduction to the History of West Africa. Cambridge University Press, 1955.
- An Atlas of African History. Edward Arnold, London, 1958. 2. Ausgabe: Arnold, London, ISBN 0-7131-5964-2.
- mit Roland Anthony Oliver: A Short history of Africa. Penguin, London 1963.
  - deutsch von Gerhard Schönmann: Kurze Geschichte Afrikas. Goldmann, München 1963.
  - Neuauflage: deutsch von Thomas Brückner: Kurze Geschichte Afrikas. Hammer, Wuppertal 2002, ISBN 3-87294-901-2.
- A History of West Africa: An Introductory Survey. Cambridge University Press, Cambridge 1969.
- als Herausgeber: Africa Discovers Her Past. Oxford University Press, Oxford, ISBN 0-19-412275-1.
- A History of Africa. Hutchinson, London 1978. 4. Auflage Routledge, London 2001.
- Ghana: A Historical Interpretation. University of Wisconsin Press, Madison, Wisconsin, USA 1979.
- A Guide to Original Sources for Precolonial Western Africa Published in European Languages. 1987.